# 11008 Ernst
11008 Ernst este o planetă minoră (asteroid), cu un diametru de 5,001 km, din centura de asteroizi. A fost descoperită pe 1 martie 1981 la Observatorul Siding Spring de Schelte J. Bus și a fost numită după Carolyn M. Ernst⁠(d). 
Obiectul prezintă o orbită caracterizată de o semiaxă mare de 2,5968298 UAi, o excentricitate de 0,11, o înclinație de 13,30183 ° în raport cu ecliptica.